# ボデゴン

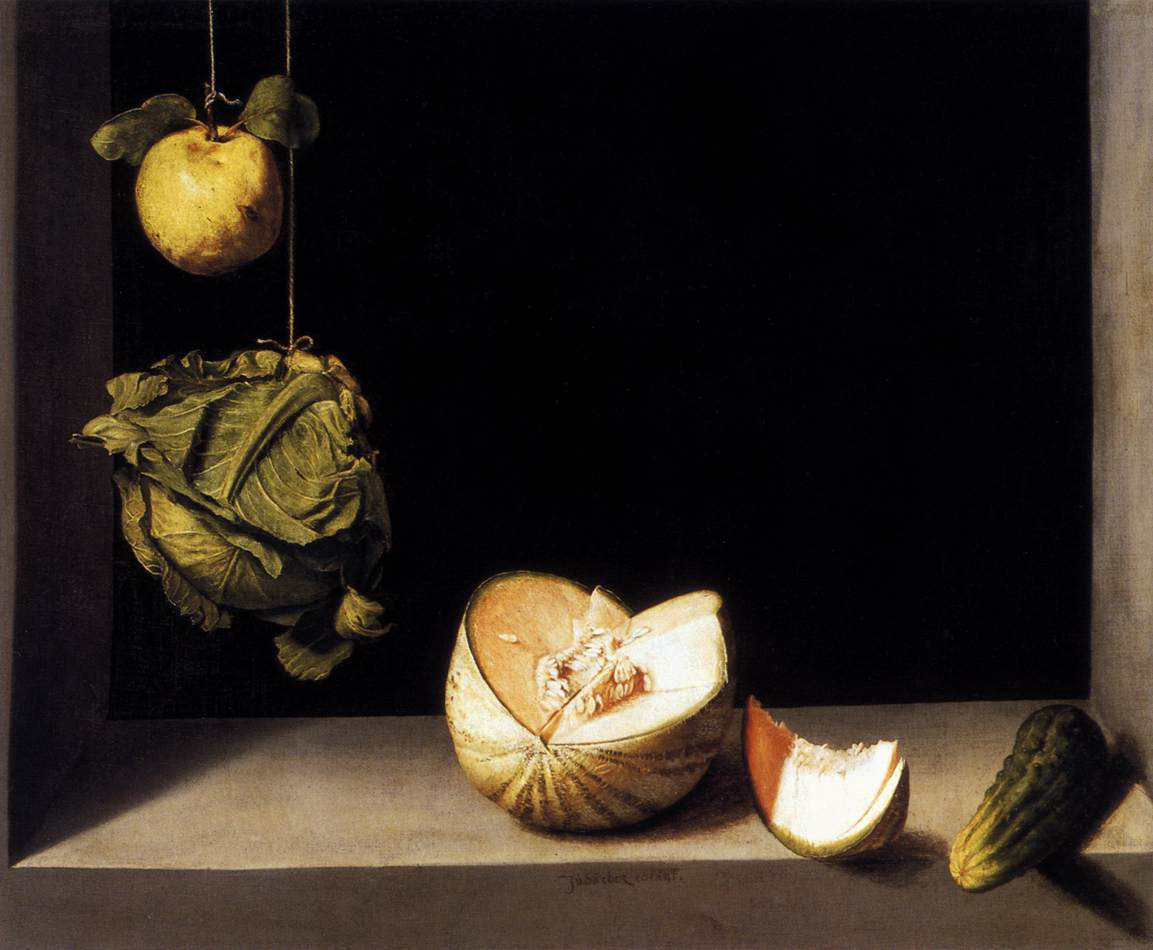
フアン・サンチェス・コターン 『マルメロの実、キャベツ、メロン、胡瓜』／1602年の油彩画。サンディエゴ美術館所蔵。

ボデゴン（スペイン語: bodegón）は、スペイン語での「静物画」（英語のStill life）に対応する言葉である。日本で、ボデゴンという言葉を用いる場合、静物画における17世紀からのスペイン語圏の絵画の静物画のスタイルを示すのに用いられる。スペイン語の「酒蔵」を意味するbodegaが、bodegónのもとになっていて、スペインでの静物画の題材に野菜などの食材が選ばれたことが多かったことから、「厨房画（ちゅうぼうが）」と意訳されることがある。
17世紀の自然主義の風潮の中で生まれ、フアン・サンチェス・コターンによって確立し、ディエゴ・ベラスケスによって浸透した。ラテンアメリカでは素朴画として描かれたものも含まれる。

## 作品例

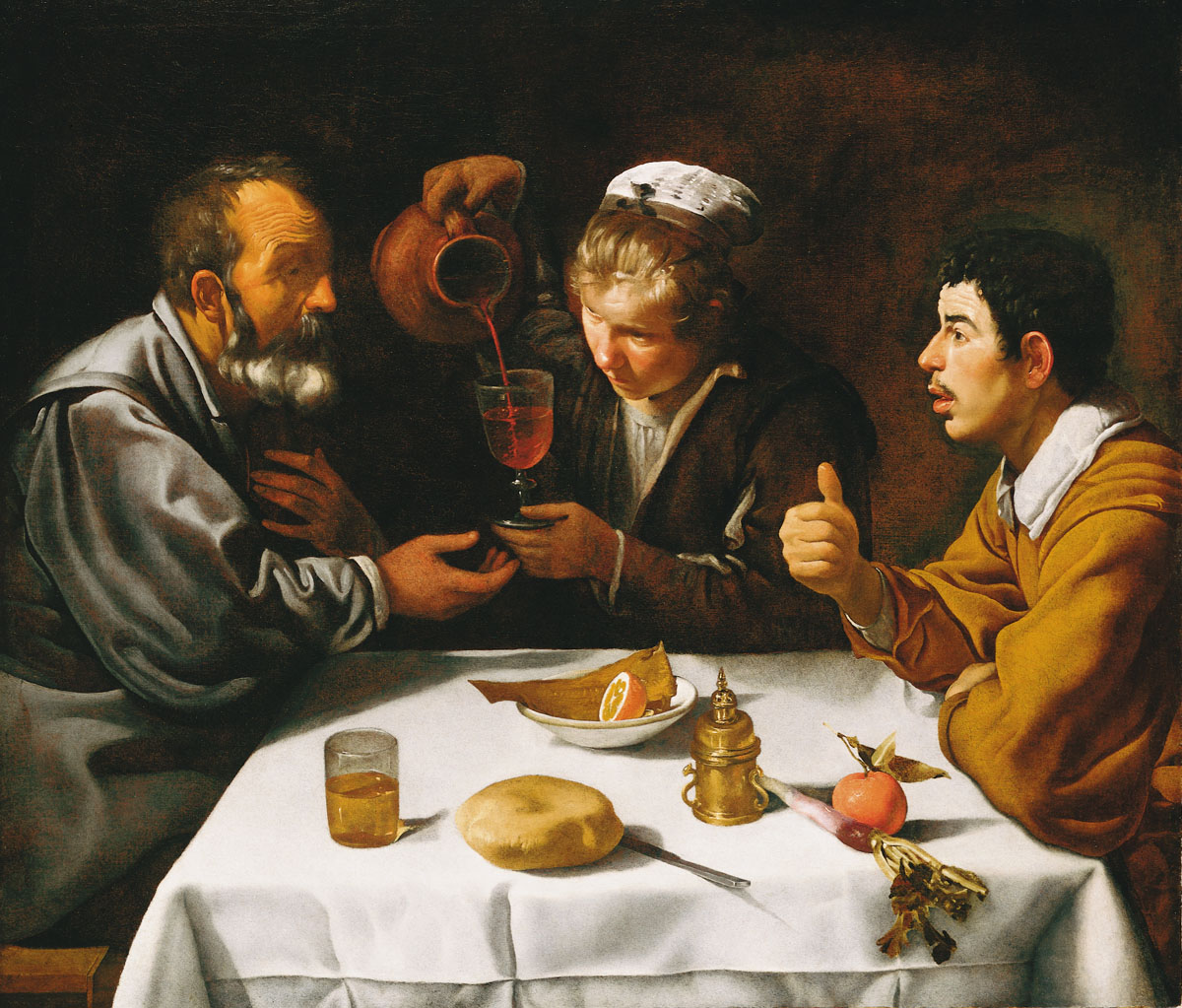
「食事中の農民」(1618/1619) (画)ディエゴ・ベラスケス
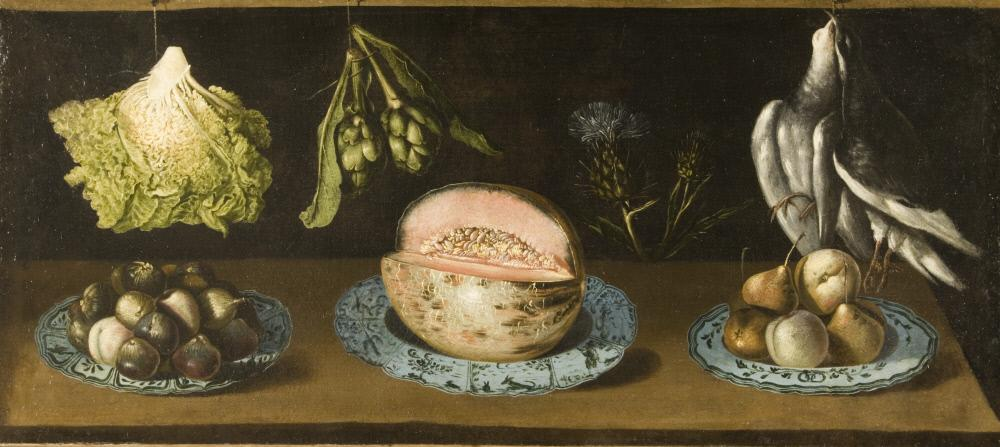
静物画(c.1630) (画)ミゲル・デ・プレート
Serving Table (1631) (画)フアン・バン・デル・アメン
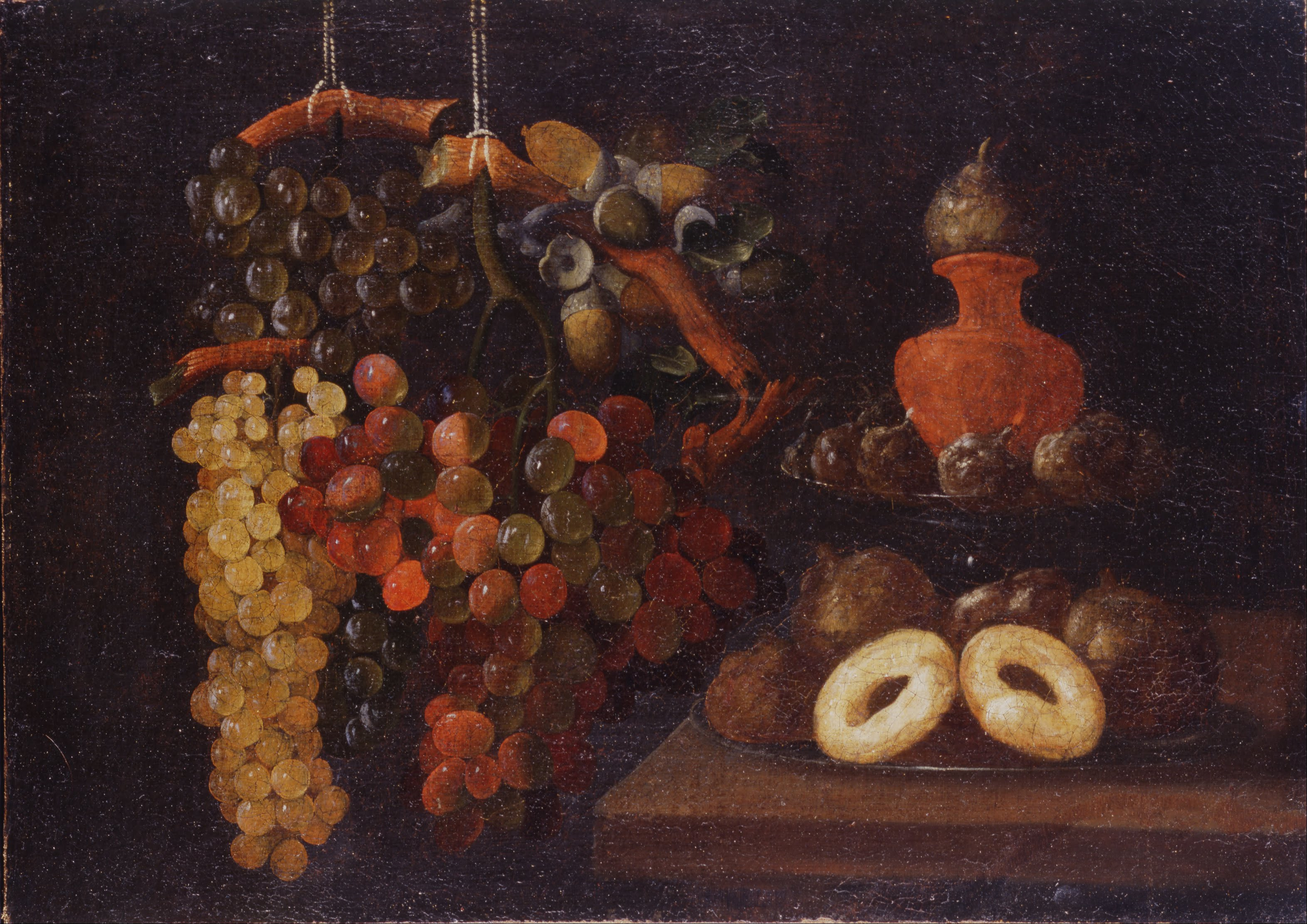
「ブドウとお菓子のある静物画」(1630/1640) (画)フアン・デ・エスピノサ
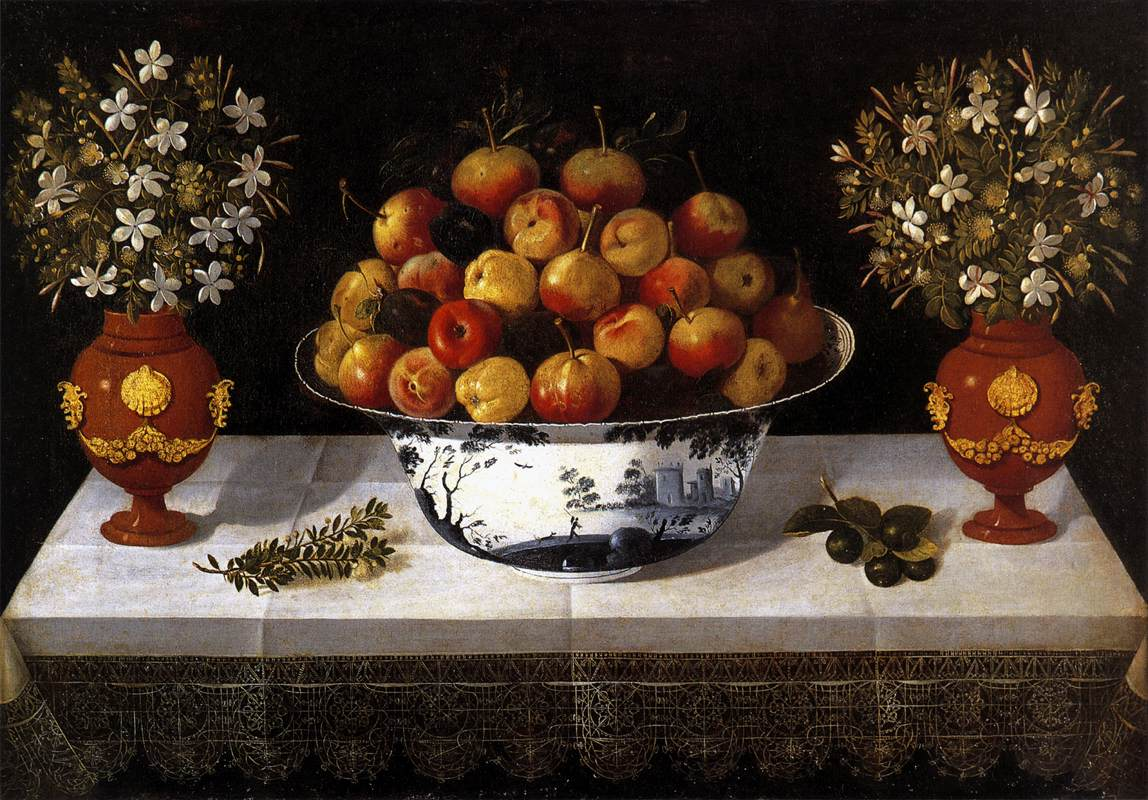
「果物と花のある静物画」(1642) (画)トマス・イエペス
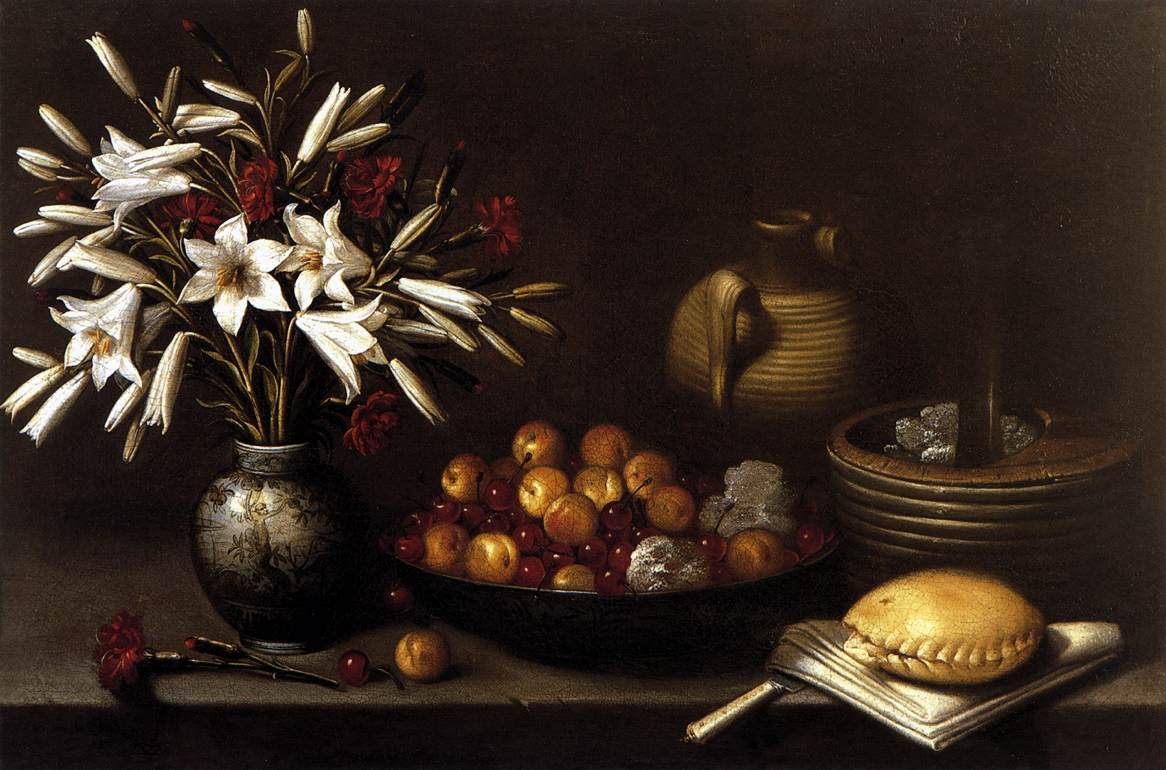
「花と果物のある静物画」(1643) (画)フランシスコ・バレラ
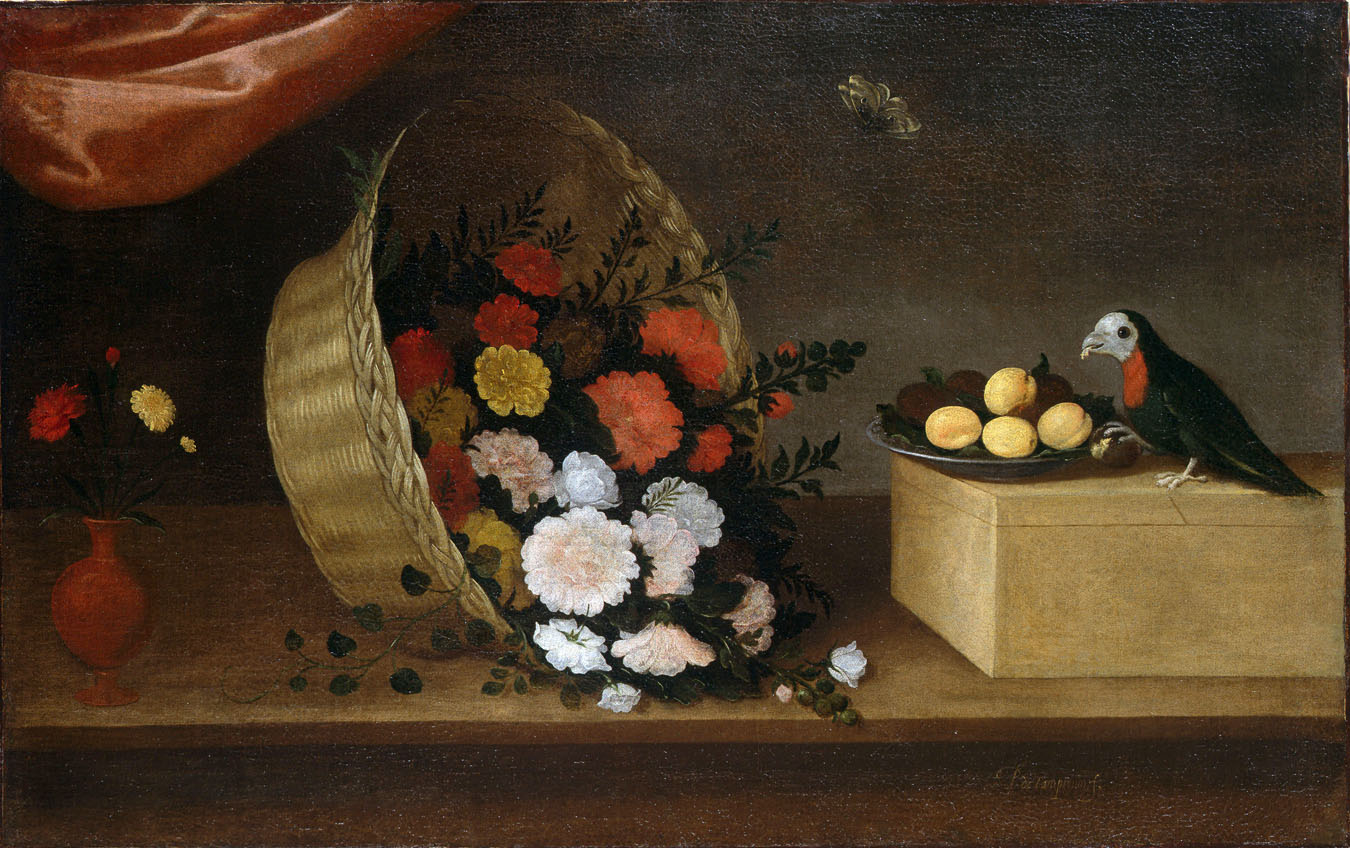
花や果物の静物 (17世紀中期) (画)ペドロ・デ・カンプロビン
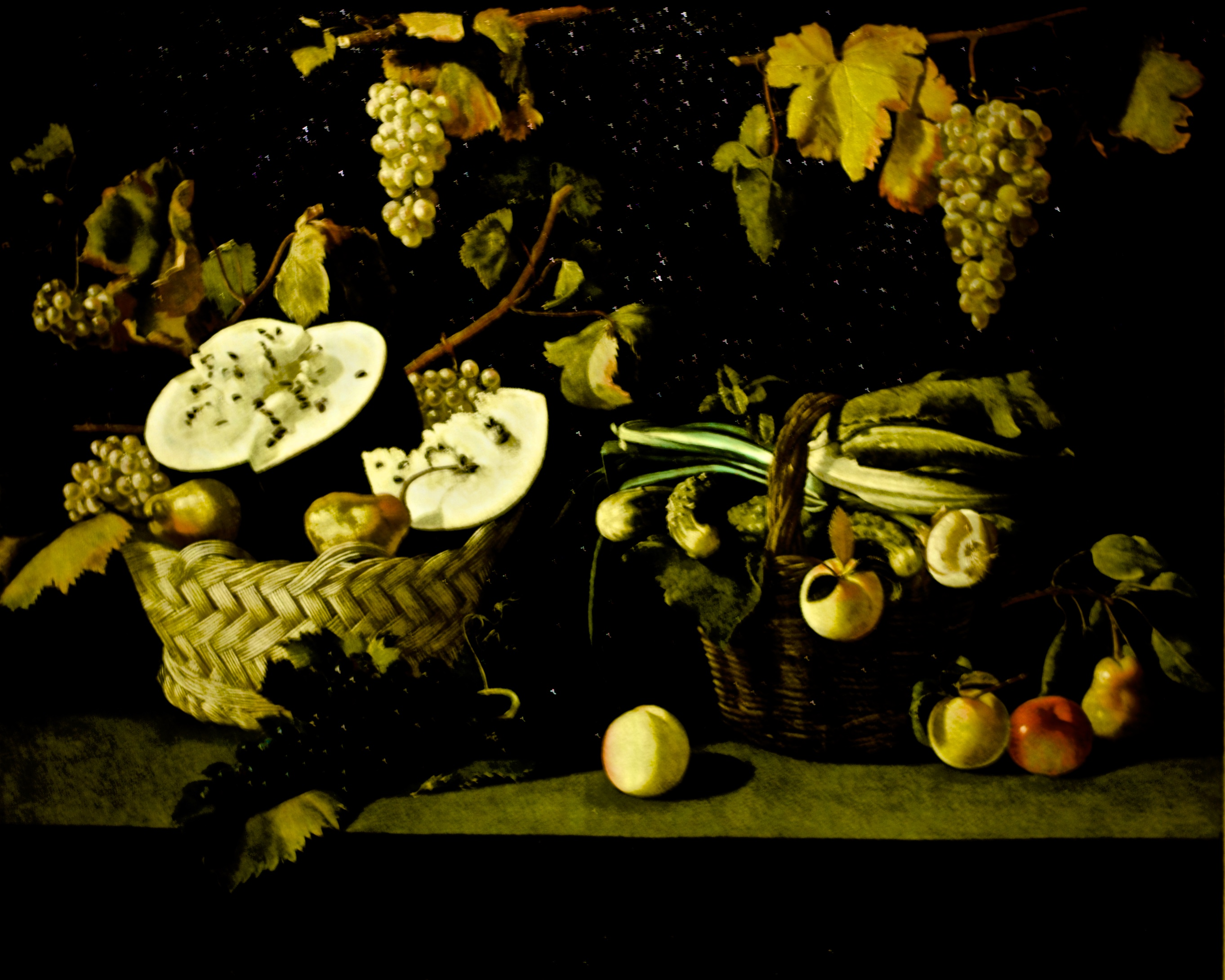
スイカとブドウのある静物画(c.1670) (画)ジョゼファ・デ・オビドス
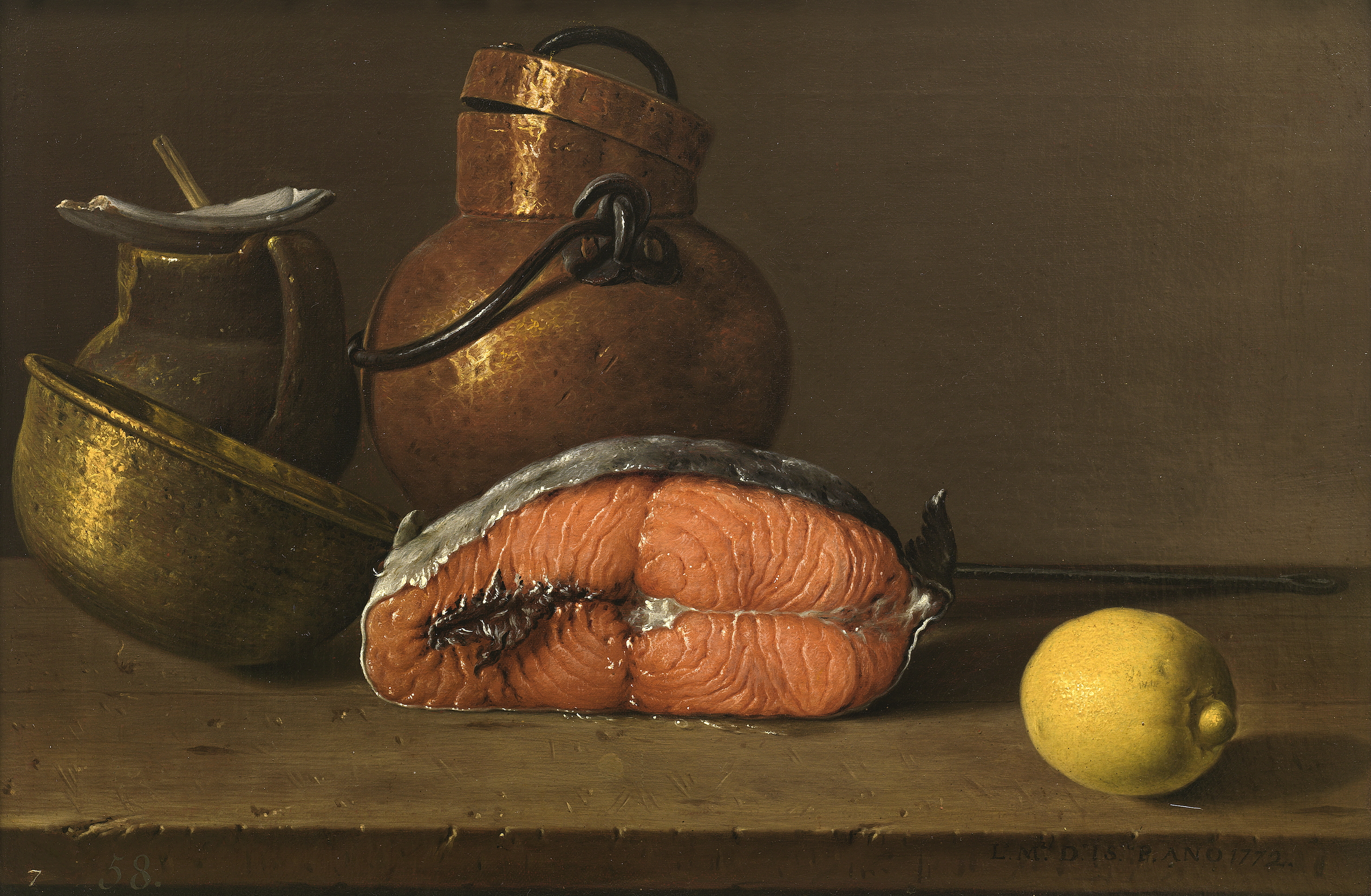
鮭やレモンのある静物画(1772) (画)ルイス・メレンデス
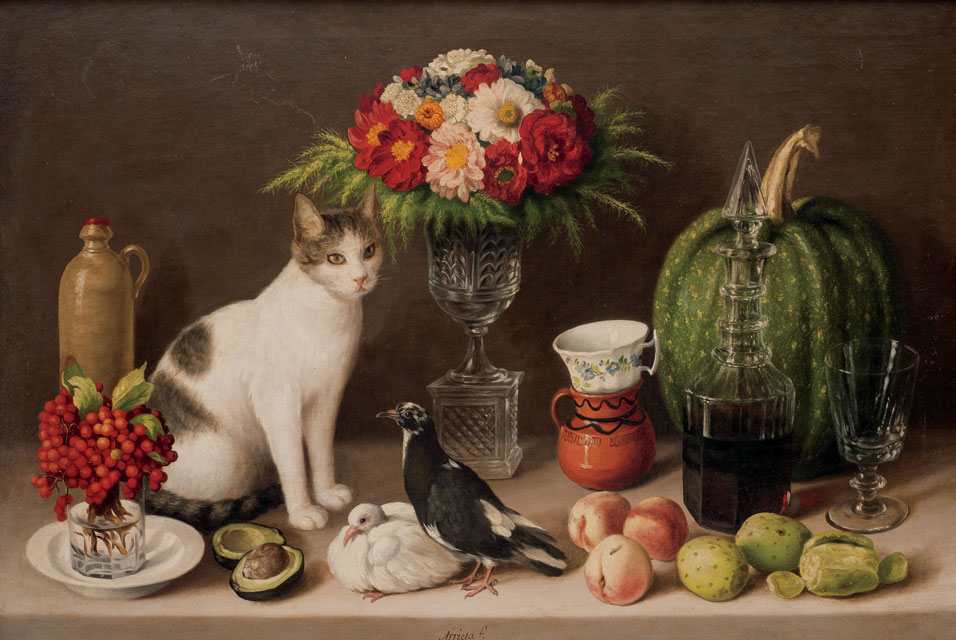
猫と鳥のいる静物画(19世紀) (画)アグスティン・アリエタ